# Umeå Energicentrum

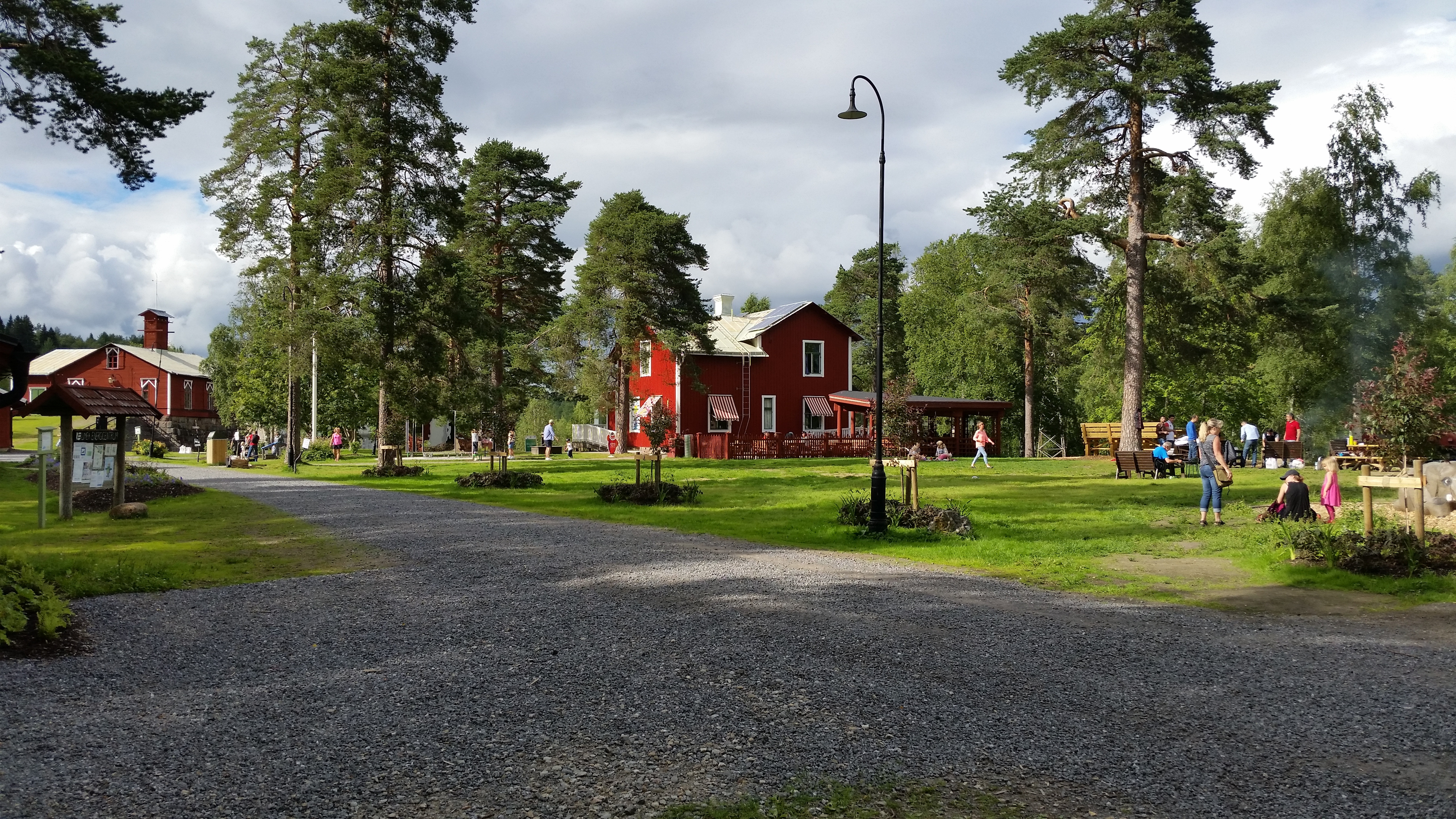
Umeå Energicentrum

Umeå Energicentrum är ett museum och utflyktsmål byggt kring Umeås första vattenkraftverk i Klabböle, cirka 5 km uppströms på den södra sidan av Umeälven från Umeå centrum räknat.

## Verksamhet
Kraftverksmuseet, som drivs av det kommunala energibolaget Umeå Energi, innehåller förutom museidelen en 150 år gammal fungerande ramsåg, en skvaltkvarn, en äventyrslekpark, kafé och rum för teknikexperiment. Vid museet ordnas sommartid ofta musikarrangemang.
Umeå Energicentrum är diplomerat av Etour som kvalitetssäkrat turistmål och har sedan 2005 också status som särskilt intressant besöksmål. Umeå Energicentrum har cirka 25 000 besökare varje sommar och är ett av Umeås mest populära besöksmål.

## Historia

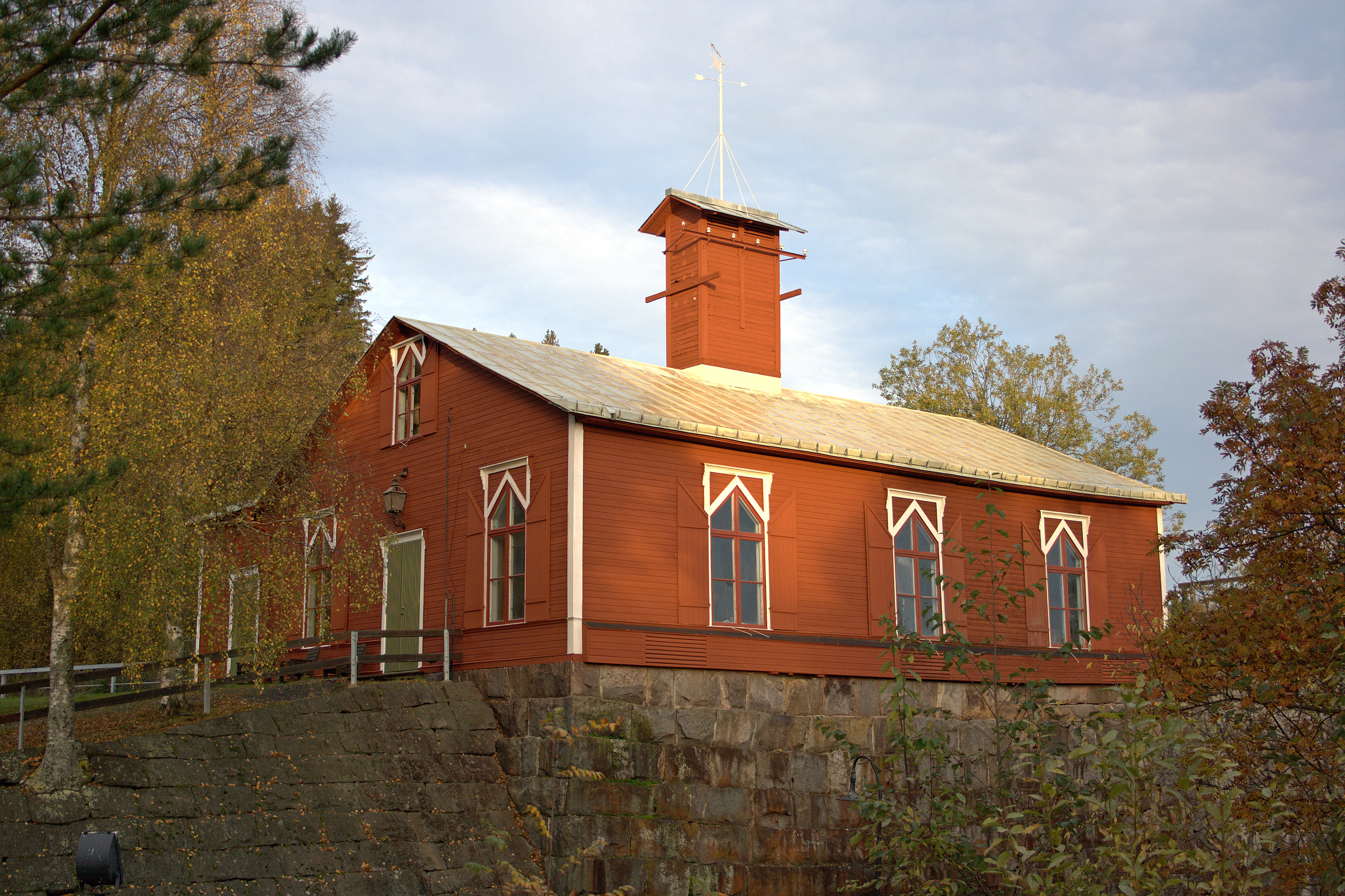
Klabböle kraftverk

Klabböle vattenkraftverk projekterades av ingenjörsbyrån Qvist & Gjers och byggdes åren 1898–1899 för att ersätta den dåvarande ångkraftstationen inne i Umeå centrum. Kraftverket var det första i sitt slag längs Umeälven och byggdes ut 1910 och 1932 innan det slutligen lades ned när Stornorrfors kraftstation togs i bruk 1958.

## I närheten
Via hängbron Notvarpsbron kan man ta sig över till Arboretum Norr och Baggböle herrgård på norra sidan av älven.

## Fotnoter
1. ↑  Somriga aktiviteter på Umeå Energicentrum Arkiverad 25 september 2013 hämtat från the Wayback Machine.
2. ↑  ”Länsstyrelsen Västerbotten: Norrfors - Klabböle”. Arkiverad från originalet den 2 december 2013. https://web.archive.org/web/20131202225738/http://www.lansstyrelsen.se/vasterbotten/Sv/samhallsplanering-och-kulturmiljo/planfragor/planeringsunderlag/riksintressen/Kulturmiljo/Umea/Pages/norrfors---klabbole.aspx. Läst 19 november 2013.